# Nightwish
Vous lisez un « bon article » labellisé en 2008.
Nightwish est un groupe de metal symphonique finlandais originaire de Kitee, dans la région de la Carélie du Nord. Formé en 1996, il est considéré comme l'un des représentants du genre et comme l'un des groupes responsables du gain de popularité que connaît le metal symphonique à la fin des années 1990. Bien que le groupe soit devenu célèbre dans son pays natal dès la sortie de son premier single, The Carpenter (1997), sa renommée internationale ne débute qu'avec la sortie des albums Oceanborn (1998) et Wishmaster (2000). La chanson Sleeping Sun (composée en 1999) est le premier des singles du groupe à paraître au-delà des frontières de la Finlande, lui permettant ainsi de se faire connaître à travers toute l'Europe.
En octobre 2005, les membres du groupe décident de se séparer de leur chanteuse, Tarja Turunen, qui est officiellement remplacée en mai 2007 par Anette Olzon, la chanteuse suédoise du groupe Alyson Avenue. Cette dernière quitte à son tour le groupe en octobre 2012, après avoir enregistré les albums Dark Passion Play (2007) et Imaginaerum (2011).
La chanteuse Floor Jansen, du groupe néerlandais ReVamp, ex-chanteuse d’After Forever, remplace Anette Olzon pour la fin de la tournée de l’album Imaginaerum. En octobre 2013, les membres du groupe annoncent que Floor Jansen et Troy Donockley deviennent tous deux membres permanents. Leur album suivant, Endless Forms Most Beautiful, sort en mars 2015.
Jukka Nevalainen quitte le poste de batteur en juillet 2019 pour se limiter à l'activité administrative du groupe. Depuis 2014 déjà, le batteur originel du groupe était remplacé par Kai Hahto pour raisons médicales. En janvier 2021, le bassiste Marco Hietala annonce à son tour qu'il quitte le groupe. Son remplaçant, Jukka Koskinen, est révélé le 28 mai 2021.

## Biographie

### Formation (1996)

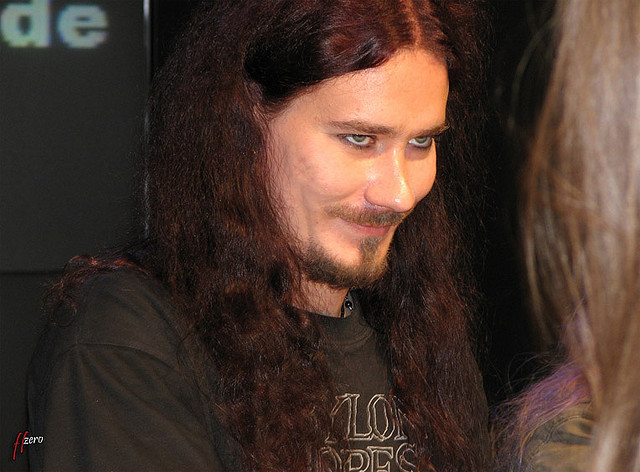
Tuomas Holopainen, fondateur du groupe et auteur compositeur de la plupart des chansons.

Nightwish est né d'une idée de Tuomas Holopainen, après une nuit avec des amis autour d'un feu de camp. Le groupe se forme peu après, en juillet 1996,. Tuomas Holopainen invite le guitariste Erno Matti Juhani « Emppu » Vuorinen, dont il fait la connaissance peu de temps avant, ainsi que Jukka Antero Nevalainen et la chanteuse Tarja Turunen, sans encore connaître vraiment ses performances vocales. Ils ne découvrent véritablement ses capacités lyriques que lorsqu'elle répète pour la première fois avec le groupe.
À cette époque, leur style est fondé sur les expérimentations de Tuomas Holopainen avec des claviers, des guitares acoustiques et les vocalises classiques de Tarja Turunen. Les trois musiciens enregistrent alors leur première démo acoustique (sans nom) d'octobre à décembre 1996. Le nom « Nightwish » provient du titre de la première chanson enregistrée par le groupe,, dont la démo comprend ce morceau ainsi que The Forever Moments et Etiäinen. La première idée du groupe est de composer des musiques intimistes faites pour être jouées autour d'un feu de camp. Cependant, après l'enregistrement, Tuomas trouve que la voix opératique de Tarja est trop puissante pour un tel projet, et décide d'ajouter aux compositions des éléments de metal,.

### Rapprochement du style metal (1997)

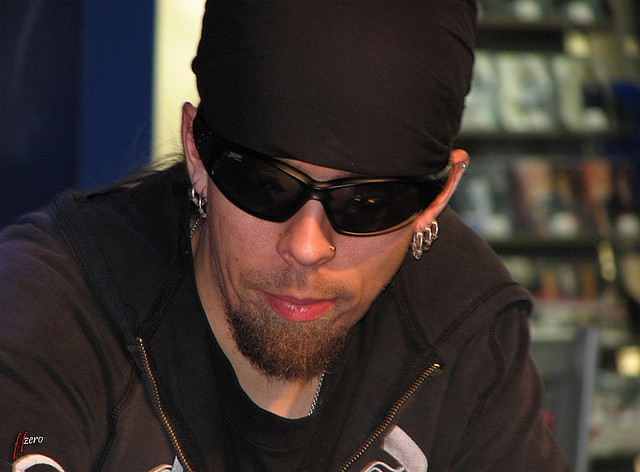
Le batteur Jukka Nevalainen rejoint officiellement le groupe en 1997.

Début 1997, le batteur Jukka Nevalainen rejoint le groupe. En même temps, la guitare acoustique d’Emppu Vuorinen est remplacée par une guitare électrique : deux décisions logiques qui font suite à l'intention de Tuomas Holopainen de changer le style original de Nightwish et lui donner un son plus metal. Le groupe se rapproche alors de ce qu'il est aujourd'hui. En avril 1997, Nightwish se rend en studio pour enregistrer sept chansons, dont une version améliorée d'Etiäinen, tiré de leur démo. Le groupe n'ayant pas encore de bassiste, la guitare basse est assurée, au même titre que les guitares électrique et acoustique, par le guitariste, Emppu Vuorinen. En mai, le groupe signe un contrat avec le label finlandais Spinefarm Records, pour deux albums. Angels Fall First, le premier album, sort en novembre et atteint la 31e place des charts finlandais. Le single intitulé The Carpenter sort en avril et se positionne à la troisième place.
Nightwish fait son premier concert après un an d'existence, en décembre 1997, dans leur ville natale, Kitee. Durant l'hiver 1997-1998, le groupe se produit seulement sept fois car le batteur Jukka Nevalainen et le guitariste Emppu Vuorinen doivent effectuer leur service militaire, tandis que Tarja Turunen doit finir ses études. Pendant ce temps, Spinefarm Records se rend compte du potentiel du groupe et étend le contrat à un album supplémentaire.

### Renommée internationale (1998–2000)
En 1998, le groupe s'agrandit avec l'arrivée d'un nouveau membre, le bassiste Sami Vänskä, un vieil ami de Tuomas Holopainen. Après le tournage de son premier clip pour la chanson The Carpenter de l'album Angels Fall First, le groupe sort un second album, Oceanborn. Le chanteur Tapio Wilska (ex-membre du groupe Finntroll) participe à deux chansons (Devil and the Deep Dark Ocean et The Pharaoh Sails to Orion) dans lesquelles il assure les voix métalleuses, devenant ainsi le premier guest à apparaître dans un album de Nightwish. Oceanborn monte à la 5e place des charts finlandais ; le premier single de l'album, Sacrament of Wilderness, apparaît directement à la première place des singles et y reste plusieurs semaines,. Le second single à venir est Walking in the Air, une reprise de l'œuvre d'Howard Blake, une partie de la bande son du dessin animé Le Bonhomme de neige. Tuomas voit pour la première fois ce dessin animé sept ans auparavant, et rêve de faire une reprise de la musique. Il confie que ce morceau est, pour lui, « le plus beau et le plus émouvant qui ait été écrit ».
En 1999, il enregistre le single Sleeping Sun (Four Ballads of the Eclipse), à l'occasion de l'éclipse solaire du 11 août 1999 alors vue d'Allemagne. Le single (qui contient Sleeping Sun, Walking in the Air, Angels Fall First et Swanheart) se vend à 15 000 exemplaires, le premier mois, en Allemagne. Sleeping Sun amène le groupe à tourner son troisième vidéoclip et devient l'une des premières chansons de Nightwish à grand succès international, suivie par Nemo et Wish I Had an Angel. Oceanborn devient disque d'or en août de cette même année. L'année suivante, en 2000, Nightwish participe aux sélections finlandaises de l'Eurovision avec la chanson Sleepwalker (sortie ensuite sur l'édition spéciale de l'album suivant). Il termine second, remportant le télévote du public, mais le jury ne les place que troisième, et la Finlande est finalement représentée par Nina Åström. En mai, il sort son troisième album studio, Wishmaster, qui devient directement numéro un des charts finlandais et y demeure trois semaines avant de devenir disque d'or. La sortie de l'album est précédée par celle d'un CD promotionnel, The Kinslayer, une chanson que Tuomas Holopainen a écrite au sujet de la fusillade de Columbine. La chanson est un dialogue entre Tarja Turunen et un guest (interprété par Ike Vil, chanteur de Babylon Whores).

### Apparition d'orchestrations et nouveau bassiste (2001–2003)

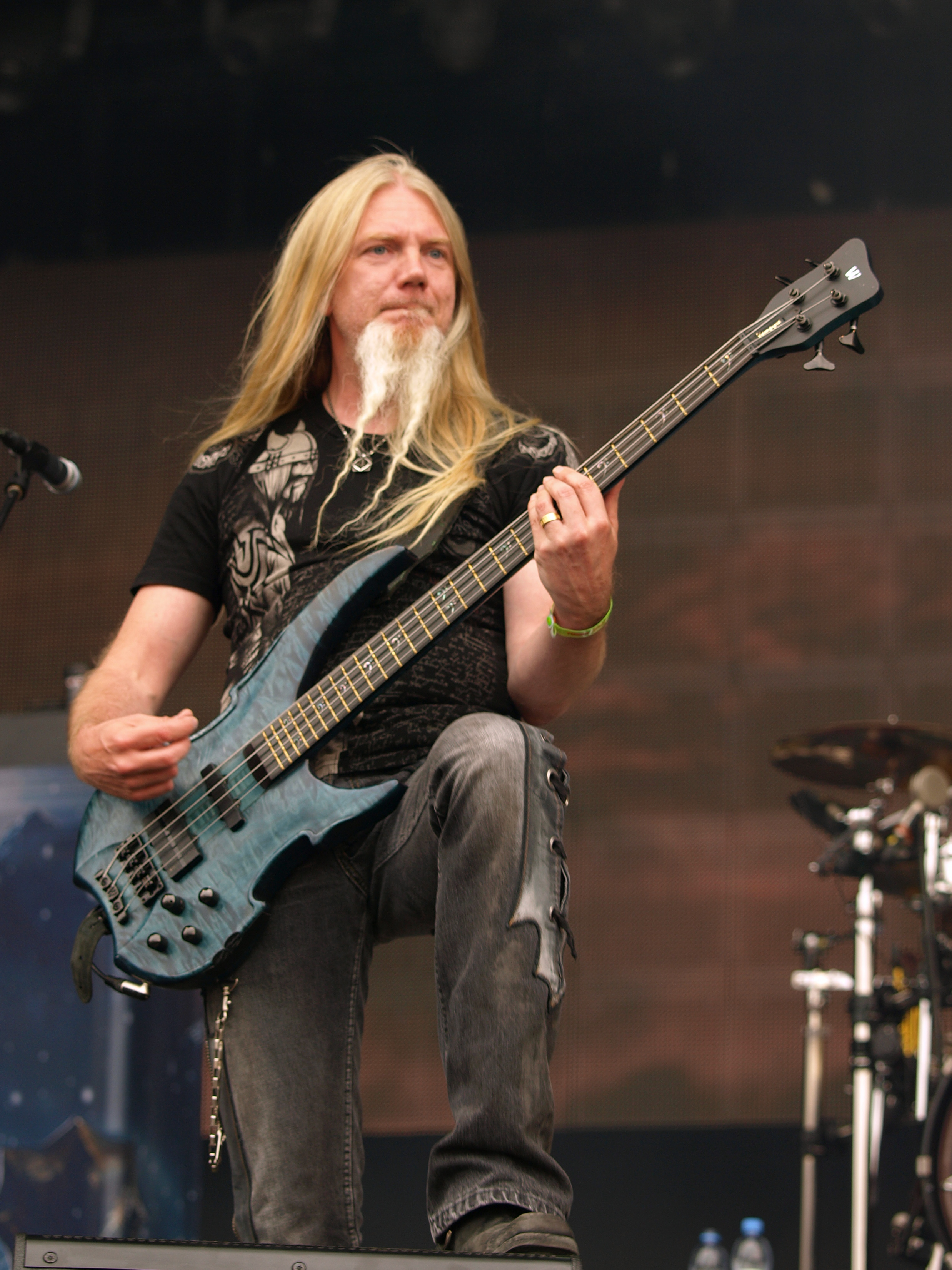
Marco Hietala (de Tarot) remplace Sami Vänskä à la guitare basse en 2001.

En 2001, Nightwish enregistre une reprise de Gary Moore : Over the Hills and Far Away. Ce morceau sort dans l'EP Over the Hills and Far Away avec deux nouvelles chansons et un remake d'Astral Romance, tirée du premier album. Tony Kakko (de Sonata Arctica) et Tapio Wilska participent à l'enregistrement, EP qui devient disque d'or en Finlande. Le groupe sort aussi VHS, DVD et CD de l'enregistrement d'un concert à Tampere, le 29 décembre 2000, intitulé From Wishes to Eternity. Peu après, Tuomas trouve que Sami Vänskä n'est plus assez motivé et lui propose de quitter le groupe. Il est remplacé par Marco Hietala, qui conserve sa place dans le groupe Tarot formé avec son frère mais quitte son autre groupe, Sinergy,. Le bassiste, en plus de jouer de son instrument, s'occupe des chœurs masculins au sein de Nightwish, rôle alors vacant au sein de la formation originelle. Tuomas déclara par la suite que Sami et lui restent en contact, afin de mettre fin aux rumeurs selon lesquelles ils ne se seraient plus reparlé depuis.
En 2002, Nightwish sort Century Child, accompagné des singles Ever Dream et Bless the Child. La principale différence avec les autres albums est la participation d'un orchestre sur Bless the Child, Ever Dream, Feel For You et Beauty of the Beast, rapprochant les morceaux de la musique classique. The Phantom of the Opera est leur version du fameux morceau d'Andrew Lloyd Webber de la comédie musicale du même nom. Century Child est certifié disque d'or seulement deux heures après sa sortie, et platine deux semaines après ; un record dans les charts d'albums finlandais. Après le clip de Bless the Child, un clip est enregistré pour End of All Hope mais sans le support d'un single ; clip qui contient des scènes du film finlandais Kohtalon kirja. En 2003, Nightwish sort un second DVD, intitulé End of Innocence, qui raconte, pendant deux heures, l'histoire du groupe à travers les dires de Tuomas Holopainen et Jukka Nevalainen. Le documentaire inclut également quelques instants de concerts. Tarja Turunen se marie durant l'été 2003, faisant naître des rumeurs sur la dissolution prochaine du groupe. Pourtant, le groupe continue à jouer en concert pendant encore un an et sort son album suivant, Once.

### Grande tournée mondiale (2004–2005)

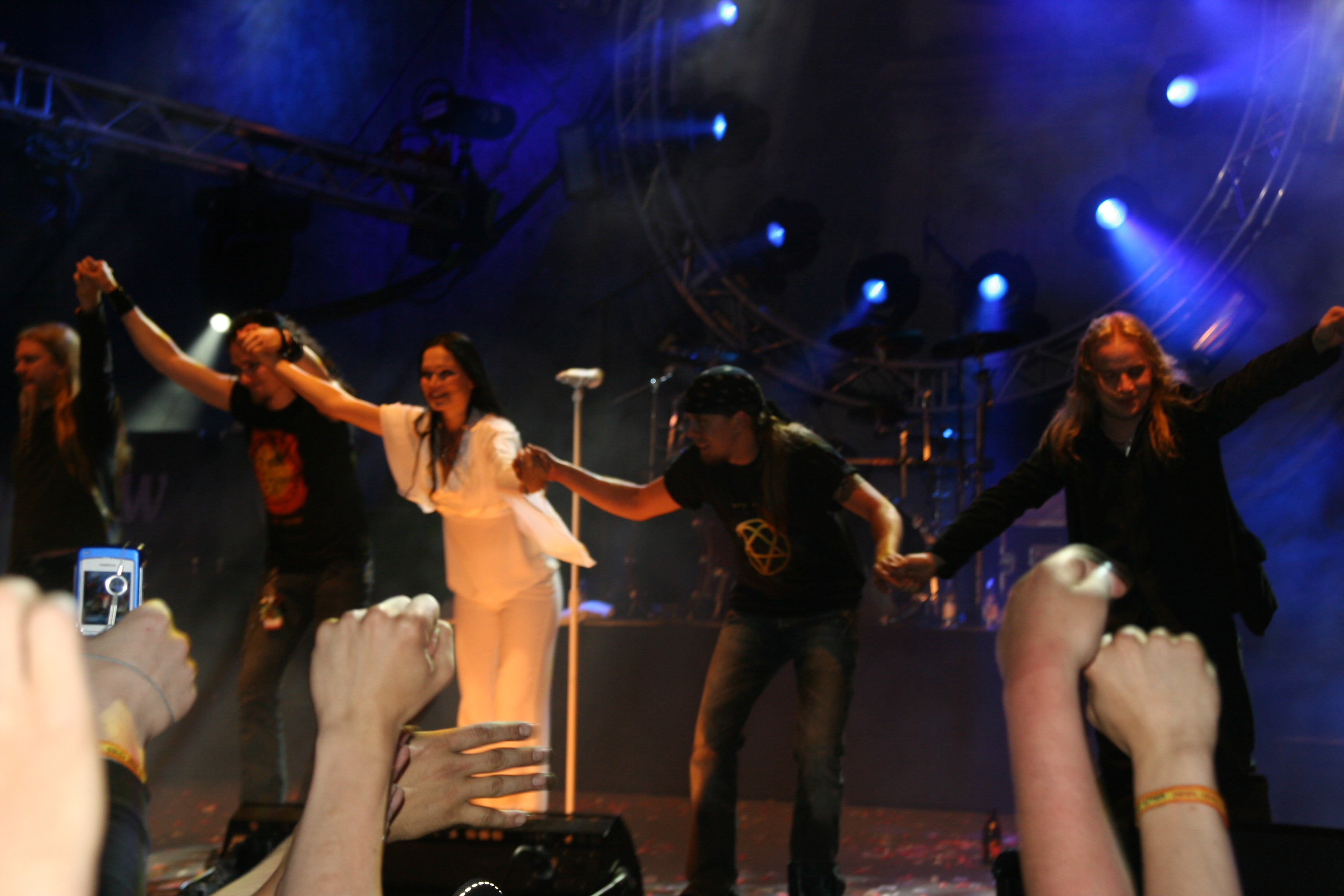
Le groupe en juin 2005, lors d'un festival à Himos (Finlande).

Sorti le 7 juin 2004, Once est suivi du premier single de l'album, Nemo (« personne » en latin). Le single est en tête des charts en Finlande et en Hongrie et apparaît dans le top dix de cinq autres pays. Nemo demeure un des singles de Nightwish à avoir obtenu le plus de succès à ce jour. Le groupe utilise un orchestre complet sur neuf des onze chansons de l'album. À la différence de Century Child, Nightwish décide cette fois de chercher un orchestre en dehors de la Finlande, choisissant l'Orchestre philharmonique de Londres. Les orchestrations, les arrangements pour chœur et orchestre, ainsi que la direction sont assurés par Pip Williams,.
Once est aussi le second album à inclure une longue chanson en finnois, Kuolema Tekee Taiteilijan. Les ventes de Once font de l'album un triple disque de platine en Finlande, disque de platine en Allemagne, disque d'or en Suède et numéro un des charts en Grèce, en Norvège et en Hongrie. D'autres singles suivent : Wish I Had an Angel (inclus dans la bande son du film Alone in the Dark), Kuolema Tekee Taiteilijan (uniquement en Finlande et au Japon) et The Siren. Le succès de l'album aboutit au Once World Tour, une tournée mondiale qui permet aux membres du groupe de jouer dans de nombreux pays qu'ils n'avaient encore jamais visités. Nightwish joue par la suite à la cérémonie d'ouverture des Championnats du monde d'athlétisme 2005, organisés à Helsinki.
Un best of sort en septembre 2005, intitulé Highest Hopes, qui comprend des chansons de leur discographie entière ainsi qu'une reprise live de High Hopes des Pink Floyd. Cette chanson est la seconde dans laquelle Marco Hietala chante seul, après la reprise live de Symphony of Destruction du groupe de thrash metal américain Megadeth, sur le début de la même tournée. En plus de cette reprise, un remake de leur chanson Sleeping Sun est inclus dans l'album, et sort en single. Un nouveau clip pour Sleeping Sun est tourné, mettant en scène les membres du groupe dans une bataille médiévale.

### Éviction de Tarja Turunen (2005)

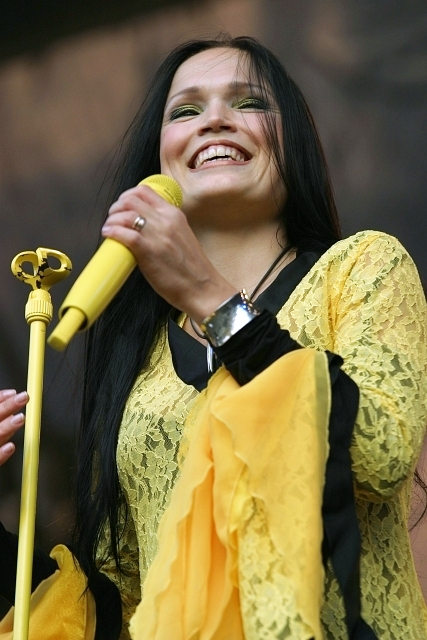
Tarja Turunen est mise à l'écart par le reste du groupe.

Après le concert au Hartwall Arena d'Helsinki le 21 octobre 2005, dont l'enregistrement sort en juin 2006 en CD et en DVD sous le titre End of an Era, le groupe connaît un tournant historique. Tuomas Holopainen, avec l'accord et le soutien de Marco Hietala, Emppu Vuorinen et Jukka Nevalainen, décide qu'il serait préférable de continuer l'aventure sans Tarja Turunen, un sentiment qu'ils expriment dans une lettre ouverte que Tuomas Holopainen donne à Tarja après le concert, et qui est ensuite mise en ligne sur le site du groupe. Selon la lettre, le renvoi de Tarja a été décidé parce qu'elle ne s'investissait pas assez dans le groupe, privilégiant sa carrière solo. De plus, elle n'était, à leur goût, plus trop en accord avec l'esprit et la mentalité de Nightwish, par exemple en ce qui concerne la question financière. Il semblerait que le principal problème ne vienne pas entièrement de Tarja elle-même, mais du manager de celle-ci, son mari Marcelo Cabuli, un homme d'affaires argentin. De l'aveu des autres membres, s'il est possible de virer un manager, il est plus difficile de virer un mari. Ne souhaitant pas interférer dans leurs affaires de couple, ils ont choisi de renvoyer leur chanteuse.
En réponse, Tarja publie à son tour une lettre ouverte sur son site personnel, et à travers diverses interviews, elle déclare que cette décision fut un choc pour elle, car elle n'en avait pas été informée avant que la lettre lui soit donnée. Elle juge les attaques personnelles sur son mari infondées, et que jouer ce tour au public était « bêtement cruel ». Après avoir eu connaissance des réactions de Tarja, Tuomas Holopainen approfondit son explication à travers une interview réalisée le 9 novembre 2005, soit dix jours après le concert.
Les quatre membres restants ont l'intention de continuer à faire leur musique sans changer de style musical, et doivent donc trouver une remplaçante à Tarja. Le groupe passe une annonce pour que les femmes intéressées envoient leur démo afin de passer une audition (le chant lyrique n'étant pas obligatoirement souhaité). À ce moment, les spéculations commencent à circuler pour savoir qui prendra la suite de Tarja Turunen. En réponse à ces rumeurs, le groupe déclare sur son site que les fans ne doivent croire aucune autre source que le groupe lui-même, qui a reçu plus de 2 000 démos pour les auditions. Le 24 mai 2007, la chanteuse Anette Olzon du groupe suédois Alyson Avenue est officiellement annoncée comme étant la nouvelle chanteuse de Nightwish,.

### Nouveau départ (2007–2009)

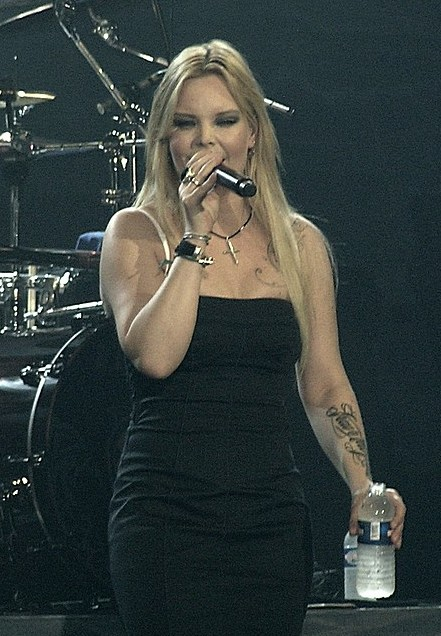
Anette Olzon, chanteuse du groupe entre mai 2007 et octobre 2012.

Le 1er avril 2007, le groupe fait par l'intermédiaire de son site internet un poisson d'avril : il annonce l'arrivée de Harder, Faster Nightwish, son 6e album et le premier sans Tarja Turunen, accompagné d'un nouveau logo. Cette information fut démentie le lendemain. En février, Eva, le premier single du nouvel album, était annoncé pour le 30 mai. Cependant, à cause d'une fuite sur un site de téléchargement britannique, le single sort le 25. Eva est distribué uniquement via internet, les profits allant à une œuvre de charité, Die Arche. Le deuxième single, Amaranth, sort le 22 août 2007 ; il est disque d'or après deux jours seulement. Un troisième single, Erämaan Viimeinen, qui n'apparaît pas sur les premières versions de l'album, sort le 2 décembre 2007 uniquement en Finlande. C'est en fait Last of The Wilds (le morceau instrumental de l'album) auquel ont été ajoutées des paroles en finnois chantées par Jonsu, la chanteuse du groupe Indica (Anette Olzon ne parlant pas le finnois). Le single se hisse rapidement au premier rang des charts finlandais. Le quatrième single, Bye Bye Beautiful, est une chanson qui porte sur le renvoi de Tarja. Le cinquième single est The Islander. Il est sorti le 21 mai 2008 en Finlande, et le 30 mai pour les autres pays d'Europe. Tuomas a confié que c'était le premier extrait de Dark Passion Play qu'il aurait souhaité voir paraître, s'il n'y avait pas encore eu de changement de chanteuse.
Dark Passion Play, le nouvel album studio du groupe, sort le 28 septembre 2007. Le 14 décembre, il passe le cap des 100 000 exemplaires vendus et atteint la sixième place des meilleures ventes en France dès la première semaine de sa sortie. Deux ans plus tard, l'album est certifié disque de platine en Suisse. Ce nouvel opus invite davantage au « voyage » par rapport aux albums précédents, et notamment à travers la culture celte et la musique irlandaise dont il s'inspire, avec des chansons comme The Islander (dont le clip au thème maritime est caractéristique de l'ambiance recherchée), Last of The Wilds ou encore Meadows of Heaven, où l'on entend la cornemuse et la flûte irlandaise à plusieurs reprises. Tuomas Holopainen a également souhaité intégrer à l'album quelques sonorités arabisantes à travers la chanson Sahara. Le groupe entreprend une grande tournée mondiale, marquée dès le début par de nombreux concerts à guichets fermés dans plusieurs pays dont la Finlande, les États-Unis, l'Irlande, le Royaume-Uni et la France.

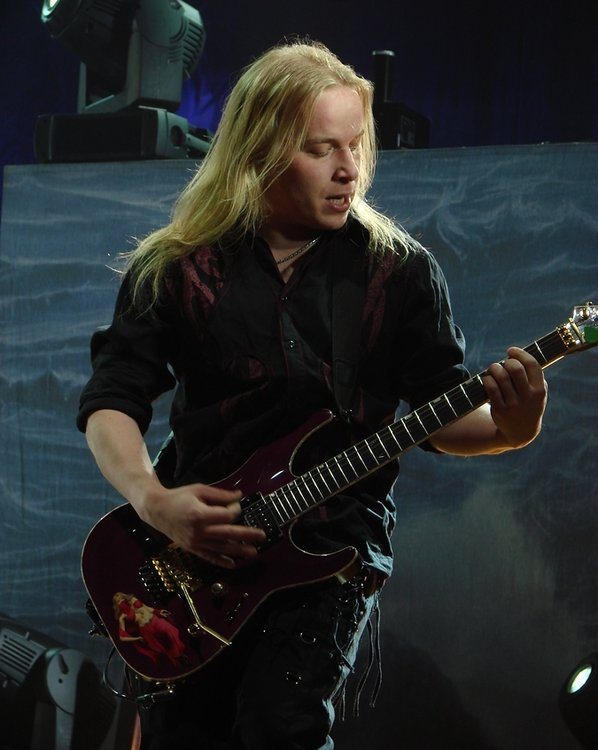
Le guitariste Emppu Vuorinen sur la tournée Dark Passion Play en 2008.

Le 15 février 2008, le groupe remporte les Echo Awards en Allemagne avec la chanson Amaranth. Il était nommé dans la catégorie « rock/alternative » (international). Plusieurs dates de concerts ont dû être annulées fin septembre 2008, sur la fin de la tournée américaine notamment, car Olzon était tombée sérieusement malade. Les concerts ont pu cependant reprendre assez rapidement. Par la suite, le groupe est nommé en octobre 2008 dans la catégorie du meilleur artiste européen aux MTV Europe Music Awards et remporte en Finlande le Muuvi Award du meilleur clip vidéo pour The Islander, en avril 2009. La grande tournée du Dark Passion Play World Tour prend fin au Hartwall Arena à Helsinki le 19 septembre 2009 (comme la tournée du précédent album Once, en octobre 2005). Le groupe finlandais Apocalyptica a assuré la première partie du concert.
Nightwish a par ailleurs enregistré une reprise de The Heart Asks Pleasure First, chanson de la bande originale du film La Leçon de piano, composée par Michael Nyman. Cette version réorchestrée comprend des paroles écrites par Tuomas Holopainen et chantées par Anette Olzon. Avant et pendant l'enregistrement de la chanson, le groupe n'avait toujours pas reçu la permission de l'utiliser. C'est pourquoi elle n'apparaît pas sur l'album Dark Passion Play. Pour le dernier concert du Dark Passion Play World Tour à l'Hartwall Arena d'Helsinki, la chanson a pu être entendue pour la première fois, diffusée en fin de concert. En décembre 2009, Michael Nyman donne finalement son accord pour la reprise. Celle-ci est présente en bonus sur le second single de l'album Imaginaerum, The Crow, the Owl and the Dove, sorti le 29 février 2012.

### Imaginaerumpuis changement de membres (2010–2013)

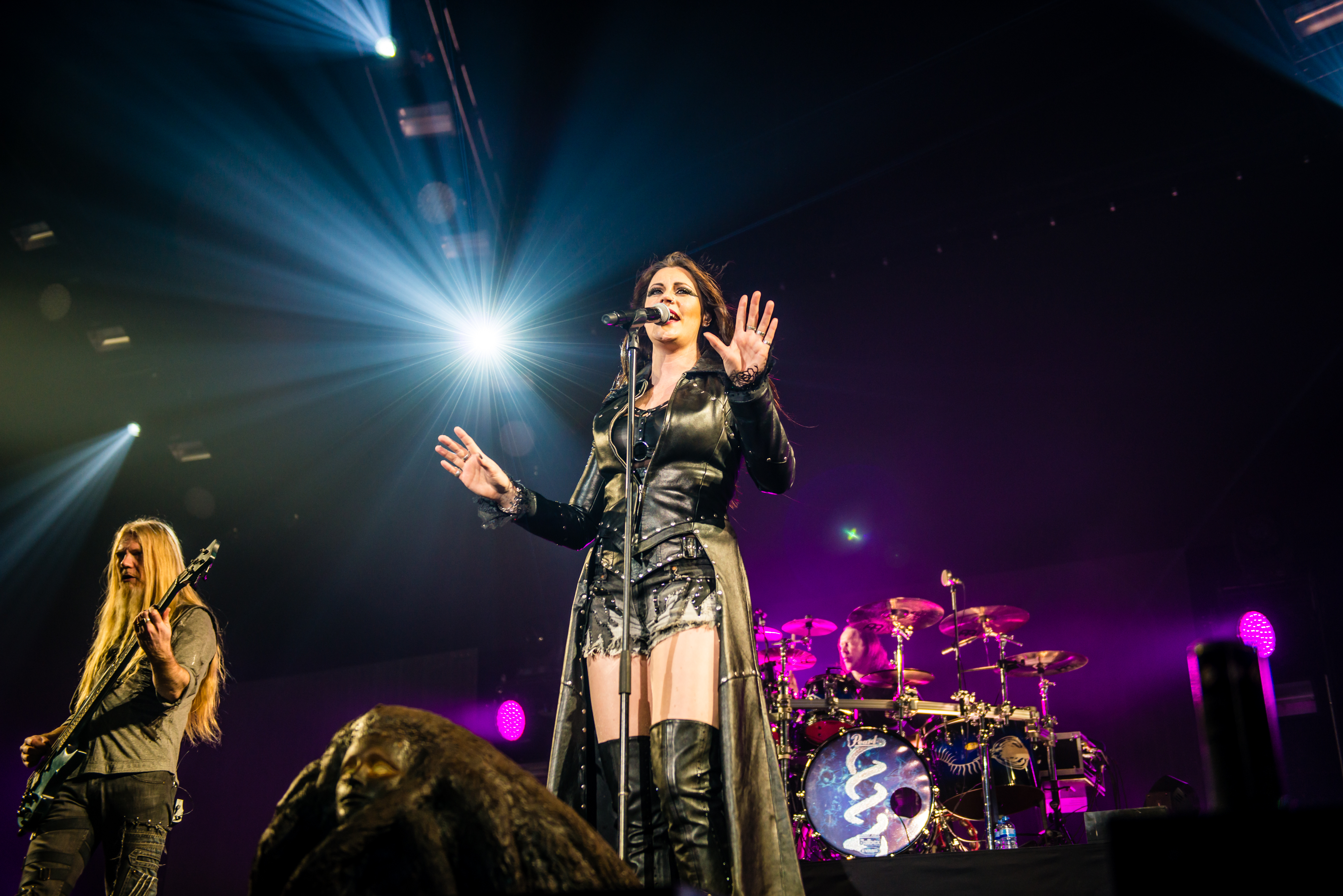
Floor Jansen remplace Anette temporairement, puis intègre finalement le groupe en 2013.

En mai 2009, Tuomas Holopainen confie à un journaliste qu'il avait un rêve en tête depuis ses débuts dans la composition, et que le groupe mettra tout en œuvre pour réaliser ce projet sur le prochain album, dont la composition s'est achevée en avril 2010. L'enregistrement de l'album commence fin 2010, pour une sortie prévue à l'automne 2011, permettant en parallèle à la chanteuse Anette Olzon de consacrer du temps à sa seconde maternité, avant la réalisation du projet.
En février 2011, le nom du nouvel album est annoncé : Imaginarium. Cependant le 31 août 2011, le groupe annonce que l'album se nommera finalement Imaginaerum, pour éviter la confusion possible avec d'autres œuvres portant le nom Imaginarium. Cet album de 13 titres sort le 30 novembre 2011 en Finlande, le 2 décembre en Europe puis le 5 décembre suivant en France. Il est suivi d'un long métrage éponyme, produit par Nightwish et Solar Film Inc. Le film Imaginaerum, dont la sortie a lieu en novembre 2012 en Finlande, est réalisé par Stobe Harju, le réalisateur du clip The Islander. Les membres du groupe y jouent plusieurs personnages.
Le 1er octobre 2012, Nightwish annonce le départ d'Anette Olzon (d'un commun accord). Elle est remplacée à titre provisoire par Floor Jansen pour le reste de la tournée. Finalement, le 9 octobre 2013, le groupe annonce que Floor Jansen et Troy Donockley, qui avait déjà collaboré sur Dark Passion Play et Imaginaerum, deviennent membres permanents du groupe.
Vers la fin de novembre 2013, le groupe sort l'album live Showtime, Storytime. L'album contient aussi un documentaire où l'on retrouve les premiers jours de Jansen au sein du groupe, ainsi que le processus du remplacement d'Olzon.

### Endless Forms Most Beautifulet tournéeDecades(2014–2018)

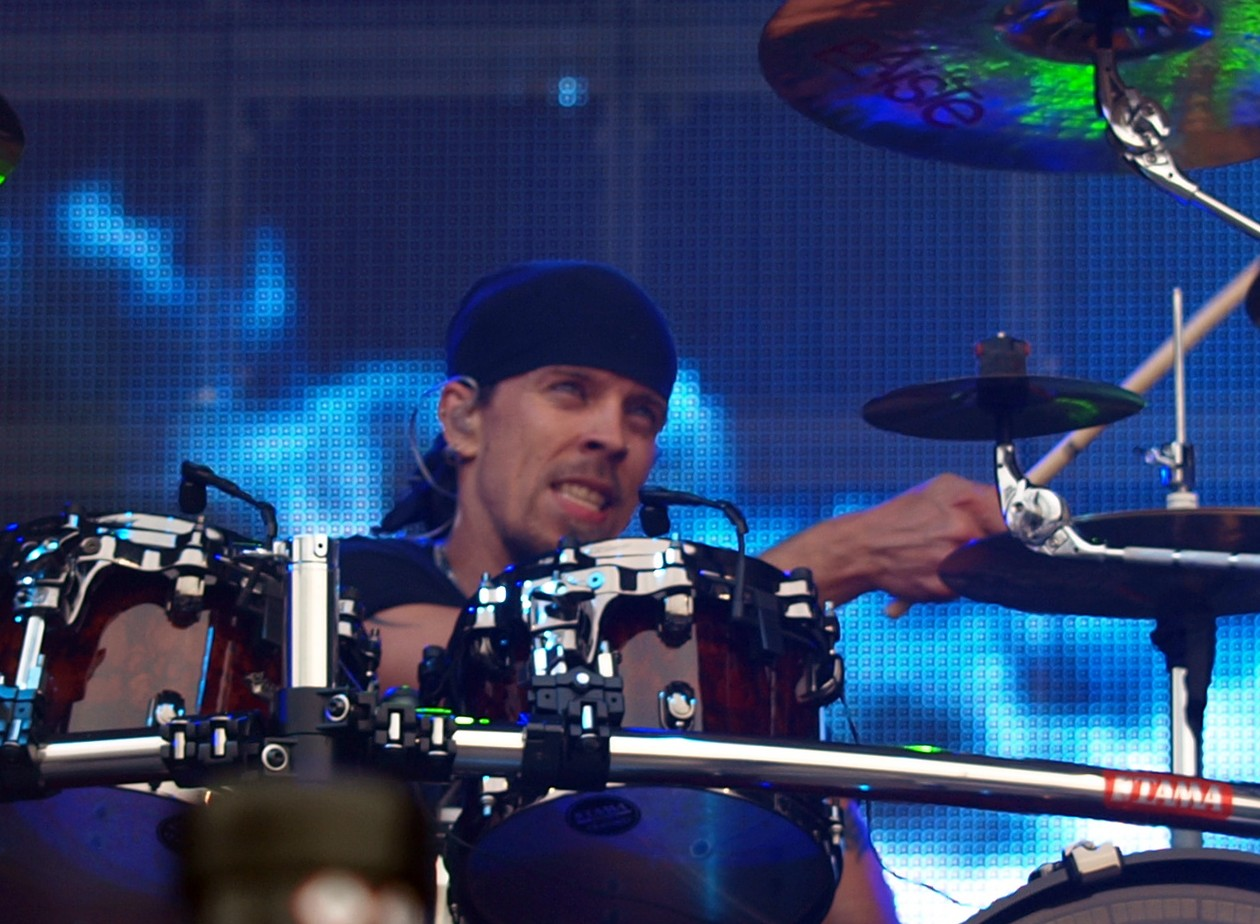
À partir de 2014, Jukka Nevalainen s'éloigne de la scène, préférant s'occuper de l'activité administrative du groupe.

Le 6 août 2014, Jukka Nevalainen annonce quitter les fûts du groupe, et ce pour une durée indéterminée. Souffrant d'insomnies occasionnelles mais sévères depuis plusieurs années, cela affectait sa précision et sa rigueur, notamment pendant les tournées. Il continuera cependant à gérer les affaires quotidiennes du groupe. Kai Hahto, des groupes Swallow the Sun et Wintersun, le remplace en tant que batteur pour le prochain album,. Le 22 décembre 2014, le groupe annonce la sortie d’un nouvel album de onze chansons, Endless Forms Most Beautiful, qui sort le 27 mars 2015.
En juillet 2015, Tony Kakko, chanteur de Sonata Arctica, est invité en tant que chanteur pendant le concert du groupe au Rock in Rio. En décembre 2015, le groupe devient le premier groupe finlandais à investir le Wembley Arena de Londres, à laquelle participe Richard Dawkins. Leurs concerts à Tampere et Londres sont filmés pour la sortie d'un futur DVD intitulé Vehicle of Spirit. Le 20 août 2016, le groupe joue un concert spécial 20 ans à la Himos Areena en Finlande. Il fait participer le bassiste originel Sami Vänskä sur la chanson Stargazers et le batteur Jukka Nevalainen sur la chanson Last Ride of the Day.
Après Endless Forms Most Beautiful, et en particulier le dernier morceau The Greatest Show On Earth, considéré comme un « chef-d'œuvre absolu », Tuomas Holopainen a le sentiment d'avoir atteint le sommet créatif en tant qu'auteur et compositeur et se retrouve en manque d'idées et d'enthousiasme. Le groupe fait une pause d'un an. En parallèle, Tuomas travaille sur un autre projet, Auri, avec son épouse Johanna Kurkela et Troy Donockley, lui permettant de retrouver l'inspiration : « J'ai essayé d'écrire des pistes pendant la pause, mais je suis resté coincé. […] J'avais l'impression de n'avoir plus d'histoires à raconter […]. [Puis] tous les barrages se sont brisés et pendant les deux mois suivants, je ne faisais presque rien d'autre que Nightwish et travaillais sur beaucoup de nouvelles chansons. […] Auri m'a beaucoup apporté et je me sens à nouveau inspiré. »
Le 9 juin 2017, le groupe annonce qu'au mois de mars de l'année suivante, Nightwish marquera ses vingt ans de carrière avec une tournée de neuf mois intitulée Decades: World Tour, et qui se terminera en décembre 2018. Avant cela, le groupe sort une nouvelle compilation appelée Decades. Le concert à Buenos Aires est filmé pour un DVD, Decades: Live in Buenos Aires, et sort le 6 décembre 2019,. Nightwish rejoue d'anciens morceaux n'ayant pas été joués en live depuis dix ou quinze ans, comme The Carpenter, 10th Man Down ou Devil and the Deep Dark Ocean.

### Human. :II: Nature.(2019-2021)

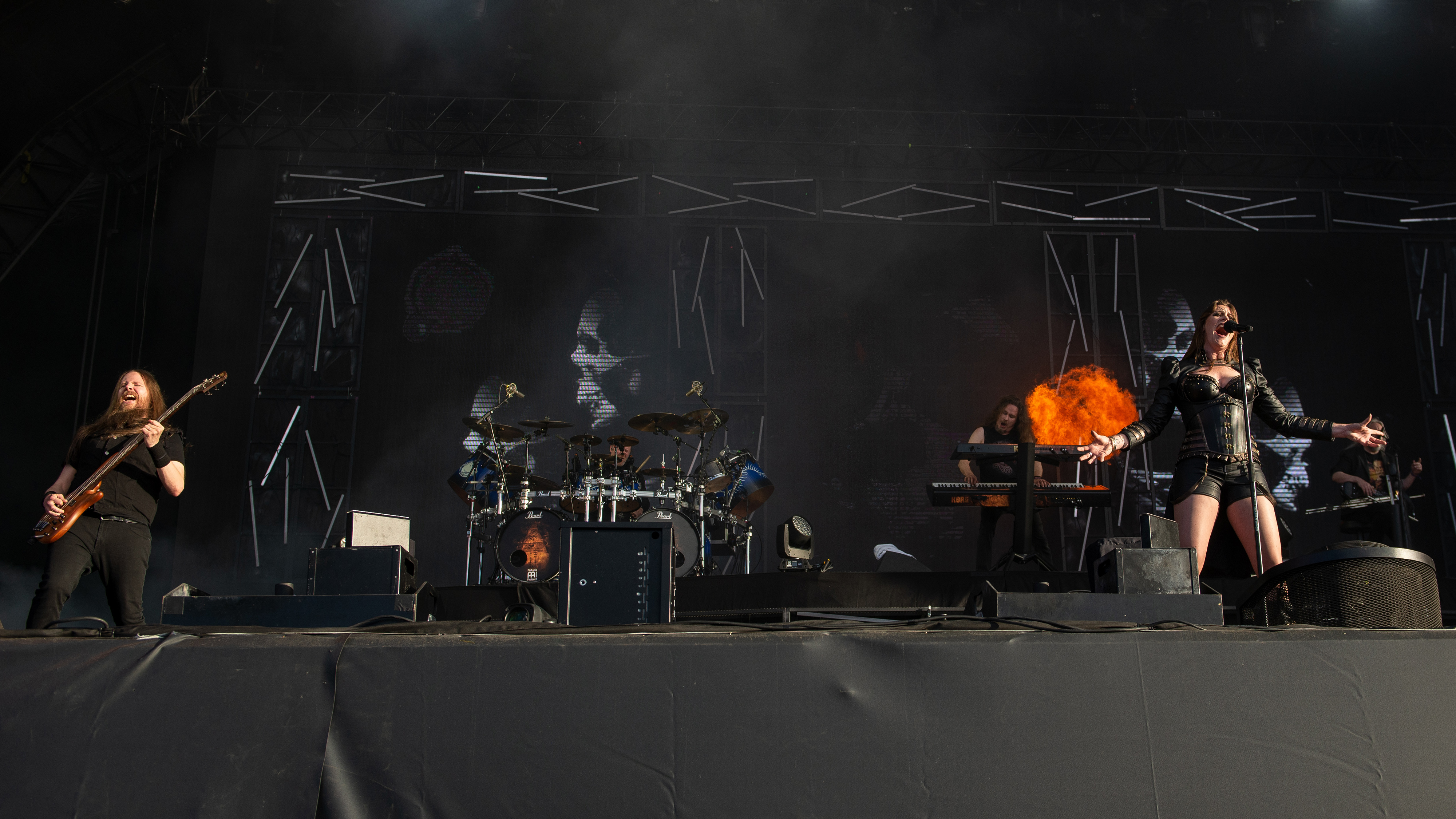
Nightwish au Hellfest en 2022.

Dans un communiqué du 15 juillet 2019, Jukka Nevalainen annonce être rétabli mais décide de quitter définitivement sa place de batteur au sein de Nightwish, pour se limiter à l'activité administrative du groupe, qu'il considère moins éprouvante,. Kai Hahto le remplace alors à temps plein. Le 16 janvier 2020, le titre du nouvel album est révélé, Human. :II: Nature.. Il s'agit du premier double album du groupe, contenant neuf chansons sur le premier disque, tandis que le second présente la piste unique All the Works of Nature Which Adorn the World, divisée en huit chapitres distincts. C'est aussi le premier album du groupe à présenter Kai Hahto comme membre officiel, bien qu'il ait déjà agi en remplacement de Nevalainen sur le précédent album, Endless Forms Most Beautiful. Pour la promotion de l'album le groupe a eu la permission de réaliser leur séance photo dans le musée d'histoire naturelle de Londres.
Le 7 février 2020, le groupe sort leur premier single, Noise. Le clip vidéo aborde les thèmes principaux de l'album, comme l’humanité et la nature. Plus tard, Tuomas annonce qu'ils n’ont pas utilisé d'orchestre sur les neuf premiers morceaux, mais uniquement sur la deuxième partie de l’album, qui est instrumentale. Le deuxième single, Harvest, sort le 6 mars 2020, avec un lyrics vidéo pour accompagner sa sortie.
La tournée devait initialement commencer au printemps 2020, mais en raison de la pandémie de Covid-19, le groupe a dû reporter la tournée à l'année suivante,,.
Nightwish annonce le 11 mars qu'ils rejoignent une organisation caritative internationale de conservation nommée World Land Trust et publient une vidéo promouvant l'organisation. Le 10 avril 2020, Human. :||: Nature. sort via Nuclear Blast. Le même jour, Nightwish publie des lyrics vidéos de toutes les chansons de l'album et l'organisation mise en avant par le groupe présente à son tour la chanson instrumentale Ad Astra lors de la sortie du neuvième album. Human. :II: Nature. se place au bout de trois semaines en première position des charts finlandais et allemands et en 53e position en France.

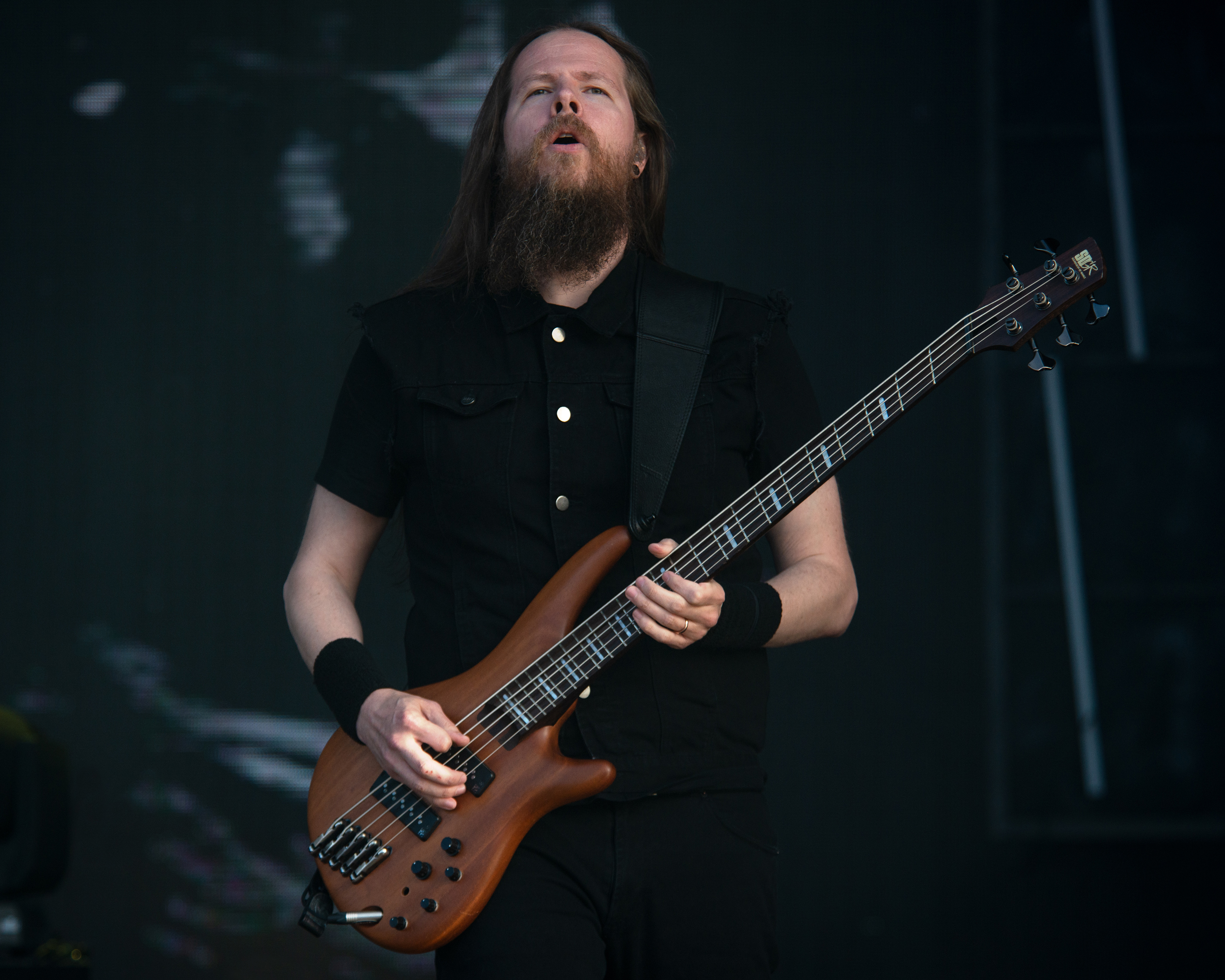
Jukka Koskinen nouveau bassiste du groupe, ici au Hellfest en 2022.

En août 2020, Nightwish annonce l'arrivée de « Crewish », un groupe formé par son équipe technique. Ces techniciens, à la suite de leur arrêt professionnel causé par la pandémie, ont décidé de former un groupe en reprenant cinq titres de Nightwish pour un EP appelé Unemployed Blacksmiths. L'EP sort le 18 septembre 2020. Aucun membre de Nightwish n'a participé à la réalisation ou à l'enregistrement des morceaux. L'intégralité des bénéfices des ventes de cet album est versée directement aux techniciens du groupe,.
Le 12 janvier 2021, le chanteur et bassiste Marko Hietala annonce quitter le groupe,,. Les principales motivations qu'il mentionne à travers son communiqué sont le comportement des sociétés de streaming et de l’industrie de la musique, ainsi que son âge (55 ans).
La cérémonie des Emma Awards finlandais 2021 a lieu le 14 mai au Hartwall Arena à Helsinki. Le groupe, qui est nommé dans quatre catégories, dont celles de l'album de l'année et de groupe de l'année, remporte le prix du « meilleur album metal de l'année », obtenant ainsi leur 16e prx Emma et devenant l'artiste le plus récompensé de toute l'histoire des Emma Awards.
Le Human. :II: Nature. World Tour commence les 28 et 29 mai 2021, avec une expérience interactive en live dans une taverne construite en réalité virtuelle : The Islanders Arms. Le remplaçant de Marko est présenté quelques heures avant : il s'agit de Jukka Koskinen bassiste de Wintersun. Les deux concerts ont attiré un public venu de 108 pays différents, le premier recensant une audience d'environ 150 000 spectateurs ; les billets vendus représentent environ un million d'euros,.

### Yesterwynde(depuis 2022)
Le 2 mars 2022, le groupe annonce travailler sur les démos de son dixième album studio,, et révèle, le 7 avril 2023 lors du Human. :II: Nature. World Tour, que le prochain album sortira en 2024, accompagné de trois clips vidéo. Le groupe annonce également qu'il n'effectuera plus de tournée pendant un certain temps — et notamment lorsque cet album sortira — pour des « raisons personnelles […] mais vitales pour le bien-être et le futur du groupe »,. Troy Donockley déclare que la raison derrière de l'interruption des tournées est due à un danger de burn-out pour la plupart des membres du groupe. Il déclare ne pas exclure que le groupe donne quelques concerts en 2027 pour le 30e anniversaire du Nightwish.
Le 30 avril 2024, Nightwish révèle les détails de Yesterwynde, son dixième album qui marque la fin d'une trilogie sur la nature et l'humanité comprenant Endless Forms Most Beautiful et Human. :II: Nature., qui paraît le 20 septembre. Il s'agit aussi du premier album du groupe à présenter Jukka Koskinen comme bassiste,,. Les débuts de sessions d'enregistrements ont lieu en août 2023 et le mixage en janvier 2024. Le 21 mai 2024, Nightwish publie comme premier single Perfume of the Timeless accompagné d'un clip vidéo durant plus de 8 minutes,. Il est suivi par trois singles : le 8 août par The Day of..., également avec un clip vidéo, puis le 10 septembre par An Ocean of Strange Islands et le jour de la sortie de l'album par Lanternlight.

## Influences

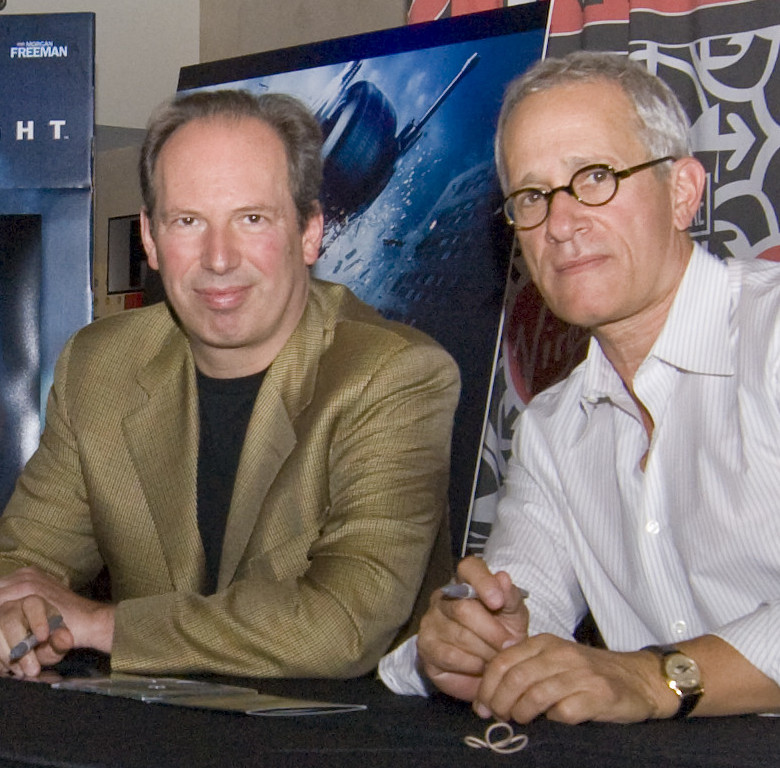
Hans Zimmer (à gauche) et James Newton Howard (à droite) sont deux des compositeurs ayant exercé le plus d'influence sur les musiques de Tuomas Holopainen.

Le claviériste Tuomas Holopainen, auteur de la plupart des paroles et des partitions du groupe, dit avoir puisé la majorité de son inspiration dans les musiques de films, prenant pour exemple les musiques de Van Helsing, et Crimson Tide, et pratiquement tout ce qui est écrit par Hans Zimmer,, (compositeur des films tels que Pirates des Caraïbes, Gladiator, Le Roi lion ou encore Le Dernier Samouraï, dont le thème principal du film est repris en introduction aux concerts de la tournée du Once World Tour). Des chansons comme Beauty of the Beast et Ghost Love Score sont de bons exemples de cette influence. Tuomas déclare, de son côté, avoir été profondément touché par la musique du film Le Village composée par James Newton Howard.
D'autre part, Tuomas Holopainen s'inspire également d'évènements réels, comme c'est le cas par exemple pour Sleeping Sun (écrite à la suite de l'éclipse solaire de 1999), The Kinslayer (où Tuomas, particulièrement bouleversé par le drame de Columbine la même année, écrit les paroles en hommage aux victimes,), ou encore Creek Mary's Blood évoquant les envahisseurs blancs sur les terres indiennes : « J'ai toujours été fasciné par leur culture, leur histoire et surtout par leur relation avec la Nature. Je respecte énormément ce peuple. Ce que les blancs leur ont fait subir est pour moi une des plus grandes atrocités de l'humanité. Je le place au même niveau que l'holocauste… Il m'était donc cher de faire une chanson sur ce peuple et mes sentiments à leur égard. »
D'un autre côté, Nightwish est une source d'inspiration pour d'autres groupes. Simone Simons, la chanteuse du groupe Epica, s'est décidée à suivre des cours de chant classique après avoir entendu un album de Nightwish. L'ancienne chanteuse de Visions of Atlantis, Nicole Bogner, s'est aussi grandement inspirée de Nightwish pour leur premier album. Sander Gommans du groupe After Forever admet que Nightwish a certainement eu une influence dans la création de leurs chansons. Tony Kakko, chanteur de Sonata Arctica explique combien il s'inspirait de la musique de Nightwish. En août 2016, les membres bulgares de Metalwings (en) disent apprécier particulièrement le groupe et soulèvent le fait que de nombreuses personnes ont comparé leur style à celui de Nightwish.

## Style musical

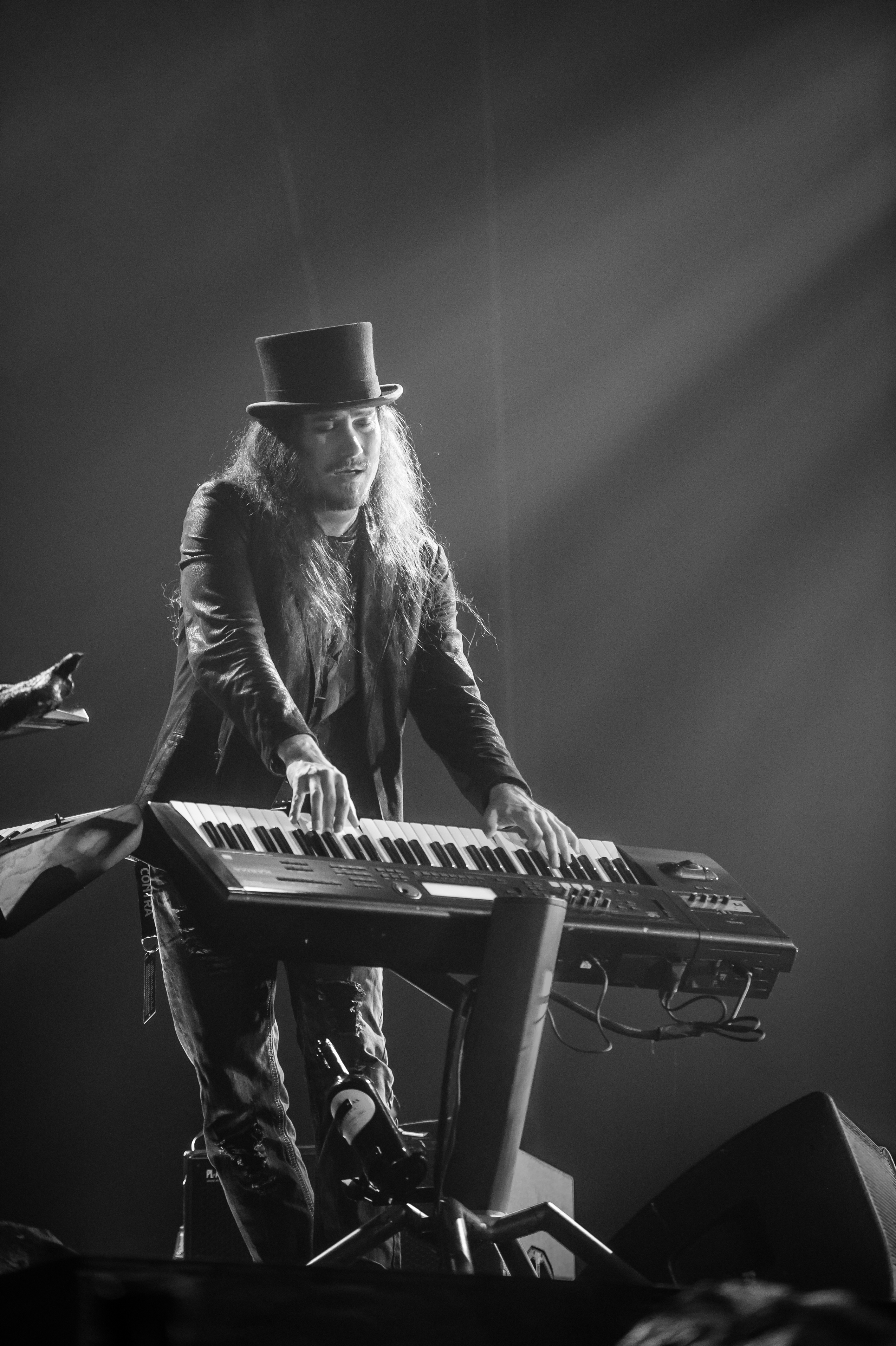
Tuomas Holopainen lors de la tournée Endless Forms Most Beautiful en 2015.

Bien que controversé, le genre de ce groupe peut être qualifié de metal symphonique. Nightwish est par ailleurs considéré comme l'un des représentants du genre et comme l'un des groupes responsables du gain de popularité qu'a connu le metal symphonique à la fin des années 1990.
Le terme « metal symphonique » est en fait une appellation large et imprécise regroupant plusieurs styles de metal différents (black metal symphonique, death metal symphonique, power metal symphonique, etc.).
C'est pourquoi on précise parfois en parlant de « power metal symphonique » à propos de Nightwish (du moins dans ses premiers albums),,,. Par la suite, le groupe a évolué vers une forme de heavy metal symphonique. Mais le style du groupe doit aussi une grande part de son originalité à la voix de sa chanteuse Tarja Turunen jusqu'à son renvoi. Ayant suivi une formation de chant lyrique, Tarja utilisait en effet toutes les possibilités qu'offre cette technique vocale sur un accompagnement metal, apportant tantôt une profondeur, tantôt une certaine légèreté que l'on retrouve dans l'opéra. C'est pourquoi certains commentateurs ont aussi qualifié la musique de Nightwish d'« operatic metal » (traduction littérale de « metal lyrique »). Marco Hietala, le bassiste et chanteur du groupe, définit leur musique de « film score metal » (traduction littérale de « musique de film metal ») du fait que le groupe tire une grande partie de son inspiration des musiques de films. Mais il faut préciser que l’emploi de termes comme Operatic metal, Film score metal, ne sont que des appellations informelles proposées pour essayer de décrire certains aspects originaux du groupe. Mais ils ne contestent pas le fait que le groupe joue du metal symphonique. Ces termes ne correspondent pas à un véritable genre officiel. C’est juste une façon de préciser certains aspects qui font la particularité du groupe lui-même.
Une confusion persiste aussi à classer Nightwish parmi les groupes de metal gothique. Bon nombre de commentateurs ont tendance à classer à tort Nightwish comme du metal gothique. Tuomas Holopainen, le compositeur du groupe, rejette fermement cette étiquette : « Je ne considère pas Nightwish comme étant un groupe de gothique. Ce style de musique est une caractéristique de groupes comme Paradise Lost, Type O Negative ou Lacrimosa. Peut-être que nos paroles sont dans une verve post-gothique mais notre musique est différente. » Il précise également dans une autre interview : « (Tuomas Holopainen) : Nous sommes plus ou moins habillés en noir et nous avons une chanteuse. Mais c’est à peu près tout. Je veux dire, tant de gens nous considèrent comme un groupe de metal gothique mais je ne suis absolument pas d’accord. Je ne pense pas… que nous puissions être mis dans cette catégorie. (Interviewer) : Comment vous classifieriez-vous ? (Tuomas Holopainen): C’est du heavy metal symphonique, ou juste du heavy metal si vous préférez. »
Cette confusion avec le gothic metal s'explique principalement par le fait que le groupe mise sur le chant féminin et sur un aspect mélodique. Or les chants féminins sont souvent vus comme une des caractéristiques principales du metal gothique. De ce fait, on a souvent assimilé le groupe à du gothique. Mais comme le remarque une des figures importantes du gothic metal, Liv Kristine, (ex-chanteuse de Theatre of Tragedy, un des principaux pionniers et fondateurs du gothic metal), l'étiquette « gothique » est souvent mal comprise : elle souligne que ce n'est pas parce qu'un groupe a recours au chant féminin que cela en fait forcément un groupe de gothique. Le principal malentendu à propos de Nightwish se situe dans le fait que le metal symphonique et le metal gothique sont des sous-genres parents souvent confondus du fait de la présence fréquente de chanteuses dans ces deux tendances stylistiques. En fait, les bases esthétiques de Nightwish (tout particulièrement dans les premiers albums) étaient très largement ancrées dans le power metal et non dans le metal gothique, comme le souligne Tuomas Holopainen, lors d'un entretien avec l'équipe de Dark Side Of Metal Earth (Site internet français consacré à la planète metal) : « (Dark Side of Metal) : À l’époque de Once, déjà, la musique de Nightwish était devenue plus heavy, plus metal. C’est encore plus le cas sur Dark Passion Play. Oceanborn et Wishmaster, par exemple, étaient beaucoup plus lyriques. (Tuomas Holopainen) : C’était plus du power metal traditionnel, en effet. » En effet, Nightwish, notamment dans ses trois premiers albums, s'appuie avant tout sur des rythmiques speed ou heavy metal, accompagnées d'un chant privilégiant un registre aigu, les solos de guitare et de claviers, une atmosphère épique et des thèmes de fantasy (traits davantage typiques du power metal que du gothic). Comme le confirment les encyclopédies de référence du metal,, Nightwish est un groupe de power metal symphonique à tendance lyrique,.

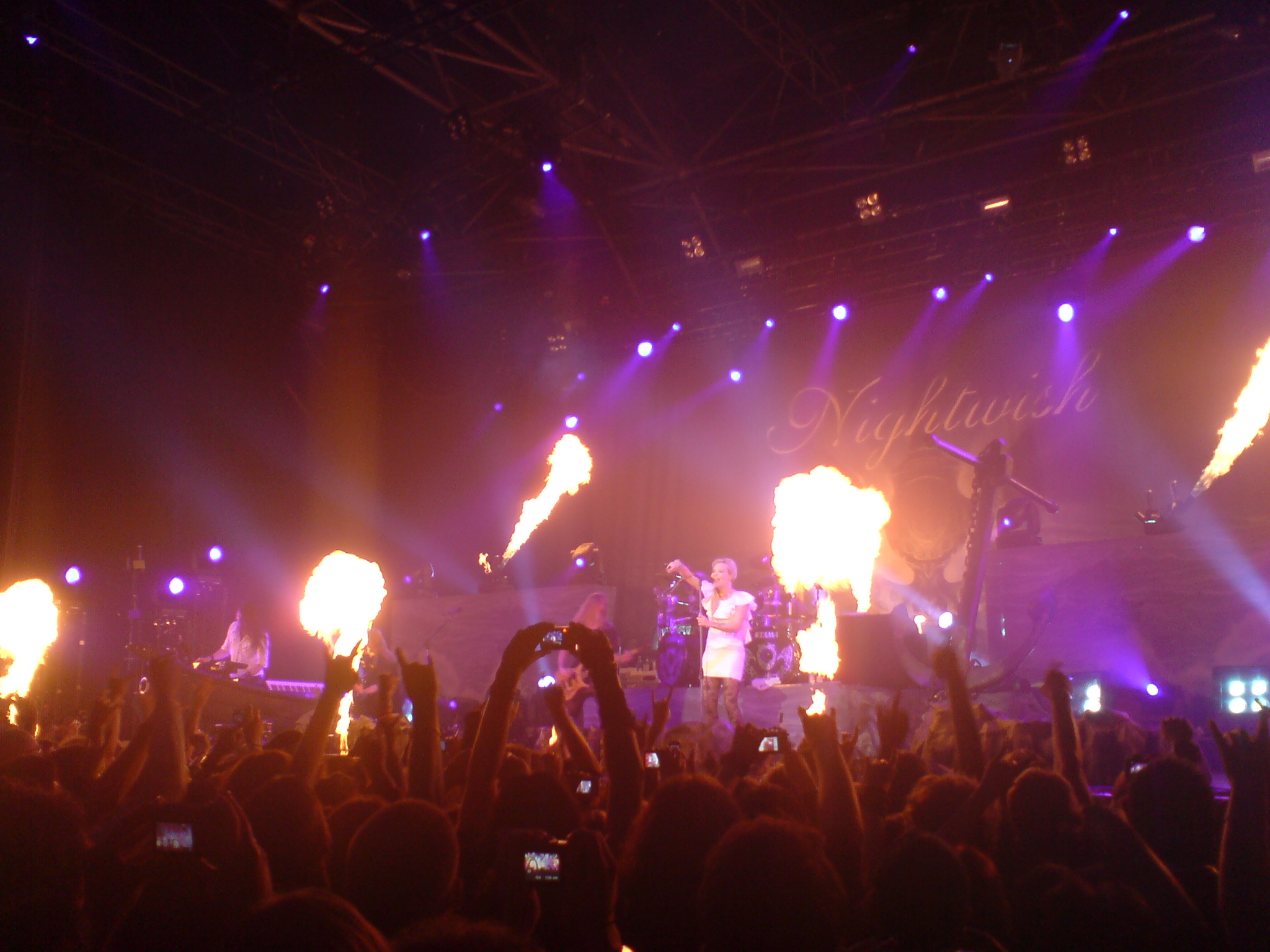
Nightwish au Zénith de Paris, le 23 mars 2009.

Musicalement, Nightwish reste relativement éloigné de vrais groupes gothiques sombres tels que Theatre of Tragedy, Tristania ou The Sins of Thy Beloved qui misent certes sur le chant féminin et une base mélodique, mais prennent leurs racines dans le doom-death. S'il est vrai que certaines chansons lentes de Nightwish (par exemple Swanheart ou Sleeping Sun) peuvent plus ou moins rappeler, du fait de leurs atmosphères mélancoliques et contemplatives, quelques traits du gothic metal, elles n'en demeurent pas moins trop éloignées des atmosphères sombres caractéristiques de ce style. Cependant, Nightwish semble adopter un style différent depuis Century Child, qui s'est ensuite développé avec Once. Les guitares sont downtuned (c'est-à-dire accordées plus bas que l'accord standard), et les rythmes suivent un tempo un peu plus lent, plus proche du heavy metal moderne que du style ancien mélodique du power metal. De plus, la voix de Tarja perd en partie de son côté lyrique pour devenir plus proche de celle d'une chanteuse de rock normal. L'ajout de la voix masculine du nouveau bassiste Marco Hietala ajoute une nouvelle dimension, plus rugueuse, aux chansons. Les thèmes d'évasion-fantasy des anciens morceaux sont doucement remplacés par un imaginaire post-gothique.
L'album Dark Passion Play poursuit sur la voie dégagée par Once, dans un style hétérogène, mélange de metal dur, de son pop et des éléments symphoniques chers au groupe, avec la présence toujours plus remarquée des orchestrations, assurées depuis Once par l'Orchestre philharmonique de Londres. Tuomas, qui se considère comme une personne ouverte d'esprit, déclare d'une manière générale que Nightwish n'avait pas de « fil rouge » concernant leur style musical : « […] Notre musique est le résultat d'une fusion de multitudes de styles : il y a le côté doux avec les ballades, le côté grandiose avec l'orchestre et le côté plus heavy avec les guitares thrash. Si un Indien vient jouer sur un de nos morceaux, c'est bon également car ça sonnera toujours comme du Nightwish. […] Je ne me sens aucunement limité par le fait que l'album sortira sous le nom de « Nightwish ». J'ai rencontré des gens qui m'ont dit qu'il n'y avait aucun fil rouge dans notre musique et je suis totalement d'accord avec cela. J'en suis même fier. »

## Membres

### Membres actuels
- Tuomas Holopainen – clavier, composition (depuis 1996)
- Floor Jansen – chant (depuis 2013)
- Emppu Vuorinen – guitare (depuis 1996)
- Troy Donockley – cornemuse, flûte irlandaise, guitare, chant (depuis 2013)
- Kai Hahto – batterie (depuis 2014)
- Jukka Koskinen – guitare basse (depuis 2021)

### Anciens membres
- Tarja Turunen – chant (1996–2005)
- Sami Vänskä – guitare basse (1998–2001)
- Anette Olzon – chant (2007–2012)
- Marco Hietala – guitare basse, guitare acoustique, chant (2001-2021)

### Autres membres
- Jukka Nevalainen – batterie (1996–2014) qui a officiellement quitté le groupe en ce qui concerne la musique, mais il s'occupera plus des affaires extérieures au groupe.

## Tournées et invités
| Album                        | Nom de la tournée                 | Année(s)  | Nombre de concerts        |
| ---------------------------- | --------------------------------- | --------- | ------------------------- |
| Angels Fall First            |                                   | 1997      | Un seul (Kitee, Finlande) |
| Oceanborn                    | Oceanborn European Tour           | 1998-1999 | 66                        |
| Wishmaster                   | Wishmastour                       | 2000-2001 | 97                        |
| Century Child                | Century Child World Tour          | 2002-2003 | 58                        |
| Once                         | Once Upon a Tour                  | 2004-2005 | 130                       |
| Dark Passion Play            | Dark Passion Play World Tour      | 2007-2009 | 194                       |
| Imaginaerum                  | Imaginaerum World Tour            | 2012-2013 | 92                        |
| Endless Forms Most Beautiful | Endless Forms Most Beautiful Tour | 2015-2016 | 119                       |
| Decades                      | Decades: World Tour               | 2018      | 81                        |
| Human. :II: Nature.          | Human. :II: Nature. World Tour    | 2021-2023 | 69                        |

Les invités aux tournées incluent :
- Tapio « Tonquemada » Wilska : voix sur Oceanborn (1998), Over the Hills and Far Away (2000), From Wishes to Eternity (2001)
- Sam Hardwick : voix sur Dead Boy's Poem (2000), et Bless the Child
- Tony Kakko : voix sur Over the Hills and Far Away (2000), From Wishes to Eternity (2001)
- Ike Vil : voix sur The Kinslayer (2000)
- Jens Johansson : clavier sur Once (2004).
- John Two-Hawks : voix et flûte indienne sur Once (2004) et End of an Era.
- London Session Orchestra : Once (2004), et Dark Passion Play (2007).
- Nollaig Kasey : violon irlandais sur Dark Passion Play (2007)
- Senni Eskilinen : kantele sur Dark Passion Play (2007)
- Troy Donockley : cornemuse irlandaise et flûte irlandaise sur Dark Passion Play (2007), et Imaginaerum (2012), membre permanent à partir de 2013.
- Floor Jansen : voix sur Imaginaerum (2012), membre permanent à partir de 2013.
- Richard Dawkins : narration sur The greatest show on earth (2015)
- Johanna Kurkela : narration sur Shoemaker (2020)
- Geraldine James : narration sur All the Works of Nature Which Adorn the World (Vista, Ad Astra) (2020)

## Distinctions
- Album Human. :II: Nature., 2020
  - Double disque de platine en Finlande

- Album Endless Forms Most Beautiful, 2015
  - Double disque de platine en Finlande
  - Disque d'or en Tchéquie
  - Disque d'or en Allemagne
  - Disque d'or en Suisse

- Album Imaginaerum, 2011 
  - Triple disque de platine en Finlande
  - Disque d'or en Allemagne (100 000 albums vendus)
  - Disque d'or en Grèce
  - Disque d'or en Pologne
  - Disque d'or en Slovaquie
  - Disque d'or en Suisse
- Album Dark Passion Play, 2007
  - Quadruple disque de platine en Finlande (120 000 albums vendus)
  - Disque de platine en Suisse (40 000 albums vendus)
  - Disque d'or en Suède (30 000 albums vendus)
  - Disque d'or en Allemagne (100 000 albums vendus)
  - Disque d'or en Pologne (10 000 albums vendus)
  - Disque d'or en Autriche (10 000 albums vendus)
  - Disque d'or en Finlande pour le single Amaranth.
  - Disque d'or en Autriche, en mars 2008.
  - Quatre Emma Awards 2008 (en Finlande) pour les catégories : groupe de l'année, meilleur album de metal, meilleur album, meilleure vente d'album de l'année.
  - Vainqueur au Echo Awards 2008 (en Allemagne) dans la catégorie Rock/Alternatif.
  - Muuvi Award en Finlande, du meilleur clip vidéo pour The Islander, en avril 2009.
- DVD End of an Era, 2006
  - Disque d'or en Finlande (15 000 exemplaires vendus)
  - Disque d'or en France (10 000 exemplaires vendus)
  - Disque de platine en Allemagne (50 000 exemplaires vendus)[149]
- Compilation Highest Hopes, 2005
  - Double disque de platine en Finlande (60 000 exemplaires vendus)
  - Disque d'or en Norvège (20 000 exemplaires vendus)
- Album Once, 2004
  - Disque de platine pour le single Nemo en Finlande.
  - Disque d'or pour le single Nemo en Suède.
  - Disque d'or pour le single Wish I Had an Angel en Finlande.
  - Triple disque de platine en Finlande. (100 000 albums vendus)
  - Triple disque d'or en Allemagne (300 000 albums vendus)
  - Disque d'or en Suisse pour l'album. (20 000 albums vendus)
  - Disque d'or en Autriche pour l'album. (7 500 albums vendus)
  - Disque d'or en Suède. (30 000 albums vendus)
  - Disque d'or en Grèce. (3 000 albums vendus)
  - Disque d'or en Norvège (15 000 albums vendus)
- DVD End of Innocence, (2003) : disque d'or en Allemagne
- Album Century Child, (2002)
  - Disque d'or (en deux jours) puis disque de platine en Finlande pour le single Ever Dream.
  - Disque d'or en Finlande pour le single Bless the Child
  - Disque d'or (en deux heures) en Finlande pour l'album.
  - Double disque de platine pour l'album. (80 000 albums vendus)
- Album Over the Hills and Far Away (2001) : double Disque de Platine en Finlande. (20 000 singles (considéré comme tel) vendus)
- Album From Wishes to Eternity (2001) : disque de platine en Finlande. (20 000 albums vendus)
- Album Angels Fall First (2001) : disque d'or en Finlande. (20 000 albums vendus)
- Album Wishmaster (2000) : disque de platine en Finlande. (70 000 albums vendus)
- Single Deep Silent Complete (2000) : disque d'or en Finlande. (6 000 singles vendus)
- Single Sleeping Sun, 1999
  - Disque d'or en Finlande. (6 000 singles vendus)
  - Disque d'or en Allemagne. (15 000 singles vendus)
- Album Oceanborn (1998) : disque de platine en Finlande. (60 000 albums vendus)
- Single Walking in the Air (1998) : disque d'or en Finlande. (8 000 singles vendus)
- Single Sacrament of Wilderness (1998) : disque d'or en Finlande. (7 000 singles vendus)

Nominations
- Meilleure chanson de l'année (pour Amaranth), aux Emma Awards 2008 en Finlande[150].
- Meilleur groupe international, aux Metal Hammer Golden Gods 2008.
- Meilleur artiste européen, aux MTV Europe Music Awards 2008.
- Meilleur groupe international, aux Golden Gods Awards 2012[151].

## Hommages
En 2016, le documentaire en ligne To Nightwish with Love, réalisé par Kaisa Alenius et Harto Hänninen, montre une soixantaine de fans de cinquante pays différents rendant hommage au groupe et répondant via leur téléphone portable à des questions sur leur fandom,. Le documentaire, ainsi qu'une série en ligne de dix-huit épisodes, sont publiés sur le site de la radio-télévision publique de Finlande (Yle).
En juillet 2020, grâce à l'association de Nightwish avec le biologiste Richard Dawkins et pour rendre hommage à leur album Endless Forms Most Beautiful de 2015 « sur l’évolution de la vie », un groupe de scientifiques a décidé de nommer « Tanidromites nightwishorum » une des anciennes espèces de crabes qu'ils ont récemment découverte,.
Un abri-sous-roche préhistorique découvert en août 2020 en Pennsylvanie, datant d'au moins 4 000 ans avant notre ère, et situé à quelques centaines de mètres du site d'archéoastronomie de Council Rocks, est nommé Alpenglow Rockshelter en l'honneur de leur chanson Alpenglow,.